# Bandua (banda)
Bandua (Portugal, 2018) é um duo musical português formado por Bernando d'Addario e Edgar Valente.

## Biografia
Duo musical composto por Bernardo Lopes Addario (também conhecido pelo projeto a solo Tempura the Purple Boy) e Edgar Valente. Ambos os músicos são naturais da Beira Baixa. Bernardo é luso-brasileiro e foi baixista em várias canções lançadas pelo cantor Lhast. Tem atuado como DJ. Edgar é membro da banda Criatura, formada em 2013.A banda combina a música eletrónica com o folclore português, nomeadamente o oriundo da Beira Baixa.O primeiro álbum, lançado em fevereiro de 2022, intitula-se Bandua e foi editado pela editora holandesa-brasileira Frente Bolivarista.
No ano de 2022, os Bandua atuaram no Festival Iminente (Lisboa), Festival Nascentes (Leiria) e Serralves em Festa (Porto).
Em 2023 foram convidados para o Festival RTP da Canção 2023, concorrendo com a canção intitulada Bandeiras.

## Discografia selecionada
- Bandua (2022)[5]

## Ligações Externas
- Bandua no Discogs
- Festival da Canção | Tema Bandeiras por Bandua (2023)